# Tiabendazol
El Tiabendazol es un compuesto químico con propiedades fungicidas. En la industria alimentaria se suele emplear con el código: E 233. 

## Usos
El tiabendazol se emplea como conservante en la industria alimentaria como fungicida de frutas. Se emplea en el tratamiento de las infecciones por lombrices, como la ascariasis.  

## Mecanismo de Acción
Inhibe la enzima fumarato-reductasa, que es específica de las mitocondrias de algunos helmintos. En el caso de Strongyloides puede inhibir el ensamblaje de microtúbulos, impidiendo así la liberación de acetilcolina, y provocando el desalojo de los gusanos.

## Farmacocinética
Absorción
Se absorbe muy bien y con rapidez en el tubo digestivo (90 %)

Distribución
tmáx de 1 hora.

Excreción
Es metabolizado casi en su totalidad por hidroxilación y ulterior conjugación con glucuronato y sulfato, siendo excretados los metabolitos por orina en 24 horas.

Vida media
Es de 1,2 horas.

Efectos Secundarios
- Anorexia
- Náuseas
- Vómitos
- Mareo
- Somnolencia